# Parasteatoda gui
Parasteatoda gui là một loài nhện trong họ Theridiidae.
Loài này thuộc chi Parasteatoda. Parasteatoda gui được Chuandian Zhu miêu tả năm 1998.